# Насілув (Мазовецьке воєводство)
Насілув (пол. Nasiłów) — село в Польщі, у гміні Папротня Седлецького повіту Мазовецького воєводства.
Населення — 91 особа (2011).
У 1975—1998 роках село належало до Седлецького воєводства.

## Демографія
Демографічна структура станом на 31 березня 2011 року:
|          | Загалом | Допрацездатний вік | Працездатний вік | Постпрацездатний вік |
| -------- | ------- | ------------------ | ---------------- | -------------------- |
| Чоловіки | 51      | 20                 | 21               | 10                   |
| Жінки    | 40      | 11                 | 17               | 12                   |
| Разом    | 91      | 31                 | 38               | 22                   |